# Cyclopecten catalinensis
Cyclopecten catalinensis är en musselart som först beskrevs av Willett 1931.  Cyclopecten catalinensis ingår i släktet Cyclopecten och familjen Propeamussidae. Inga underarter finns listade i Catalogue of Life.